# Старк (Флорида)
Старк (англ. Starke) — город и административный центр округа Брадфорд в штате Флорида, в США. Основан в 1857 году. Статус города получил в 1870-х годах.
Население по переписи 2020 года составляло 5796 человек. По одной из версий название города происходит от девичьей фамилии невесты местного землевладельца Джорджа Коула. По другой версии город назван в честь Мэдисона Старка Перри — четвертого губернатора Флориды.

## История
Появлению поселения на месте будущего города спасобстовало строительство железной дороги от Фернандина до Сидар-Ки. В ноябре 1857 года Джордж Коул открыл здесь первое почтовое отделение. В 1859 году он получил 40 акров земли вокруг почтового отделения, которые в документах были описаны как «основанный город Старк». В 1858 году через поселение прошла железная дорога, которая способствовала притоку в Старк новых жителей. В начале 1870-х годов поселение получило статус города. В 1875 году жители округа Брэдфорд с небольшим перевесом проголосовали за перенос административного центра округа из Лейк-Батлера в Старк. В последующие годы были проведены ещё три дополнительных голосования по местонахождению административного центра округа, прежде чем в 1921 году Законодательное собрание Флориды решило этот вопрос, создав округ Юнион, административным центром которого стал Лейк-Батлер.
В 1879 году в Старке начала издаваться еженедельная газета «Телеграф округа Брадфорд»; в то время она издавалась под названием «Еженедельный телеграф Флориды». Ныне издание является старейшей еженедельной газетой штата.
Город значительно увеличил численность жителей в 1880-х — 1890-х годах, когда сюда приезжали и селились ради участия в развитии производства цитрусовых. После Великих морозов зимой 1894—1895 года, которые уничтожили местные апельсиновые рощи, рост населения прекратился.
В начале 1900-х годов через Старк прошла государственная автотрасса 301, соединившая города Джэксонвилл и Тампу. Старк стал одним из крупнейших населённых пунктов на этой дороге. Этот факт и пересечение города с другой важной автомагистралью — шоссе 100 штата Флорида, привели к появлению в этом районе множества отелей.
Во время Второй мировой войны рядом с городом был построен военный учебный центр — лагерь Бландинг, что способствовало местному строительному буму и увеличению численности населения Старка вдвое к 1950 году.
После Второй мировой войны рост населения продолжался. В городе активно развивались сфера услуг и производство клубники. В это время появился знаменитый Клубничный фестиваль округа Брадфорд, который и сегодня продолжает привлекать к себе тысячи посетителей.
В конце 1980-х годов город привлек внимание национальных средств массовой информации во время судебного разбирательства по делу Теда Банди и его возможной казни в тюрьме штата Флорида в соседнем малом городе Рейфорд. Старк снова стал центром внимания при губернаторе Лоутоне Чайлзе как печально известный «город-скоростная ловушка», несмотря на предупреждающие рекламные щиты, размещенные на выезде с межштатного шоссе 10 на государственную автотрассу 301. Другими подобными городами на участке государственной автотрассы 301 между межштатным шоссе 10 и межштатным шоссе 75 были Уолдо, Лоути и Хэмптон.
В начале 2000-х годов в Старке возникли споры по поводу креста, расположенного на городской водонапорной башне. Американские атеистические группы подали в суд против города с требованием убрать крест, в результате чего Старк снова оказался в центре внимания страны. Большинство местных жителей выступили против его удаления, однако в 2007 году окружной судья вынес решение против города, и крест был передан в частную собственность. В последующие годы Американские атеистические группы попытались убрать памятник Десяти заповедям со двора здания суда округа Брадфорд. Однако в этом случае городским властям удалось достичь компромисса.

## Население
По переписи 2000 года в городе проживало 5 593 человека и 1 350 семей, насчитывалось 2 003 домохозяйств. Плотность населения составляла 324,1 человека на квадратный километр. Было 2273 единицы жилья со средней плотностью 131,7 человека на квадратный километр. Расовый состав населения был следующим: представители европейской расы — 67,05 %, афроамериканцы — 29,54 % , коренные американцы — 0,21 %, азиаты — 1,25 %, выходцы с островов Тихого океана — 0,16 % , представители других рас — 0,64 % и представители двух или более рас — 1,14 %; латиноамериканцы или латиноамериканцы любой расы составляли 2,23% населения.
Насчитывалось 2003 домохозяйства, из которых в 32,7% проживали дети в возрасте до 18 лет, 43,3% составляли супружеские пары, проживающие вместе, в 20,0% проживала женщина без мужа, а 32,6% не были семьями. 28,0% всех домохозяйств состояли из отдельных лиц, а в 13,6% проживали одинокие люди в возрасте 65 лет и старше. Средний размер домохозяйства составлял 2,57 человека, а средний размер семьи — 3,14 человека.
В городе население было рассредоточено: 26,7% в возрасте до 18 лет, 9,7% от 18 до 24 лет, 25,1% от 25 до 44 лет, 20,3% от 45 до 64 лет и 18,1% в возрасте 65 лет или старше. Средний возраст составил 36 лет. На каждые 100 женщин приходилось 86,2 мужчин. На каждые 100 женщин в возрасте 18 лет и старше приходилось 81,1 мужчин.
Средний доход домохозяйств в городе составлял 27 021 доллар США, а средний доход семьи 35 093 доллара США. Средний доход мужчин составлял 27 176 долларов США против 17 986 долларов США у женщин. Доход на душу населения в городе составлял 13 507 долларов США. Около 19,2% семей и 23,9% населения находились за чертой бедности, в том числе 34,9% лиц моложе 18 лет и 23,2% лиц в возрасте 65 лет и старше.

## Культура
- Брадфордская средняя школа[англ.]
- Исторический район Колл-стрит[англ.]
- Старое здание суда округа Брадфорд[англ.]
- Исторический музей имени Юджина Л. Мэтьюза[8]
- Кинотеатр близнецов Флориды[9]

Ежегодно в первую неделю в Старке проходит «Фестиваль клубники округа Брадфорд», который длится два дня и привлекает тысячи посетителей. В городе и на военной базе по соседству были сняты несколько фильмов и сериалов, в том числе романтическая комедия 1998 года «Почему дураки влюбляются», драма 1997 года «Солдат Джейн» , драма 2000 года «Страна тигров»  и триллер 2003 года «База «Клейтон»».